# Bachofenové z Echtu
Bachofenové z Echtu je původem pozdně středověký limburský šlechtický rod s duryňskými, porýnskými a vestfálskými kořeny, známý od 2. čtvrtiny 14. století, povýšený do šlechtického stavu asi roku 1500 v osobě Jakoba Bachhofena z Echtu, který byl činný ve službách Henneberků v Kolíně nad Rýnem. Hlavní rodová sídla byla v Durynsku.

## Způsoby psaní jména rodiny (nejčastější)
Bachofen, Bachoven, Bachoff, Bachhofen (von Echt / z Echtu).

## Úplnější seznam
Beekhoven, Bechoven, Baykhoven, Backhoven, Bachoven, Bagkoven, Bachoffen, Bachoff, Bachofen, Bachov, Backhoff von Echt, Eicht, Echts, Echtz, Echte, Acht, Aicht, Achte, Aght etc. „Rozmanitost psaní jména neobyčejně kolísá.“

## Historie a osobnosti rodu v Čechách
Během následujících století se rod Bachofenů rozvětvil z Německa také do Rakouska a do českých zemí. V 18. století několik příslušníků rodu působilo v hnutí svobodných zednářů. Například Ludwig Heinrich Bachofen (1725–1792) v saském Altenburgu roku 1742 stál u založení zednářské lóže Archimedes, dosud činné pod názvem Archimedes u tří rýsovacích prken (Archimedes zu den drei Reißbretern).
- Abundus Bachofen z Echtu (správně Abundius,[6] celým jménem Johannes Abund(i)us Anton Maria Bachofen von Echt (1778–1850) byl první příslušník rodu, který přicestoval do Čech, a to z Koblenze.[7] Patřil ke spiklencům proti Napoleonovi v porýnské pevnosti Ehrenbreitenstein, odkud musel uprchnout, uchýlil se k pražskému arcibiskupovi Vilému Florentinu Salm-Salmovi, jenž jej od 1. ledna 1800 jmenoval lesníkem v Rožmitále. Po přesídlení do Prahy pak bydlel nejprve s nevlastní dcerou Marií Kindl v Praze na Malé Straně v Nerudově ulici čp. 245/III,[8] roku 1829 zakoupil usedlost Panenskou, kde si zřídil cihelnu.[9] V této usedlosti také zemřel. V roce 1838 se uvádí jako majitel domu na adrese Rytířská 965.[10]

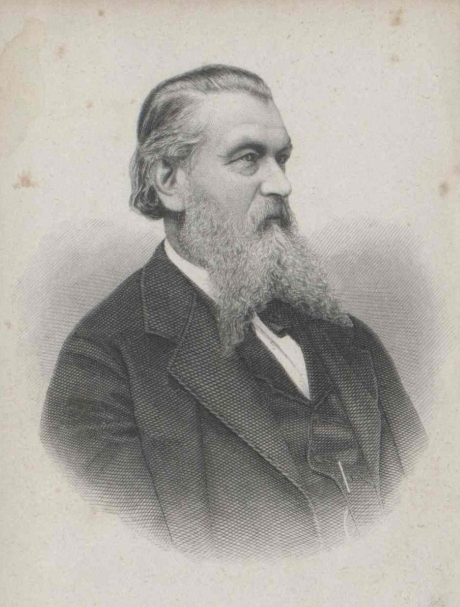
Klemens Bachofen z Echtu, kolem 1859

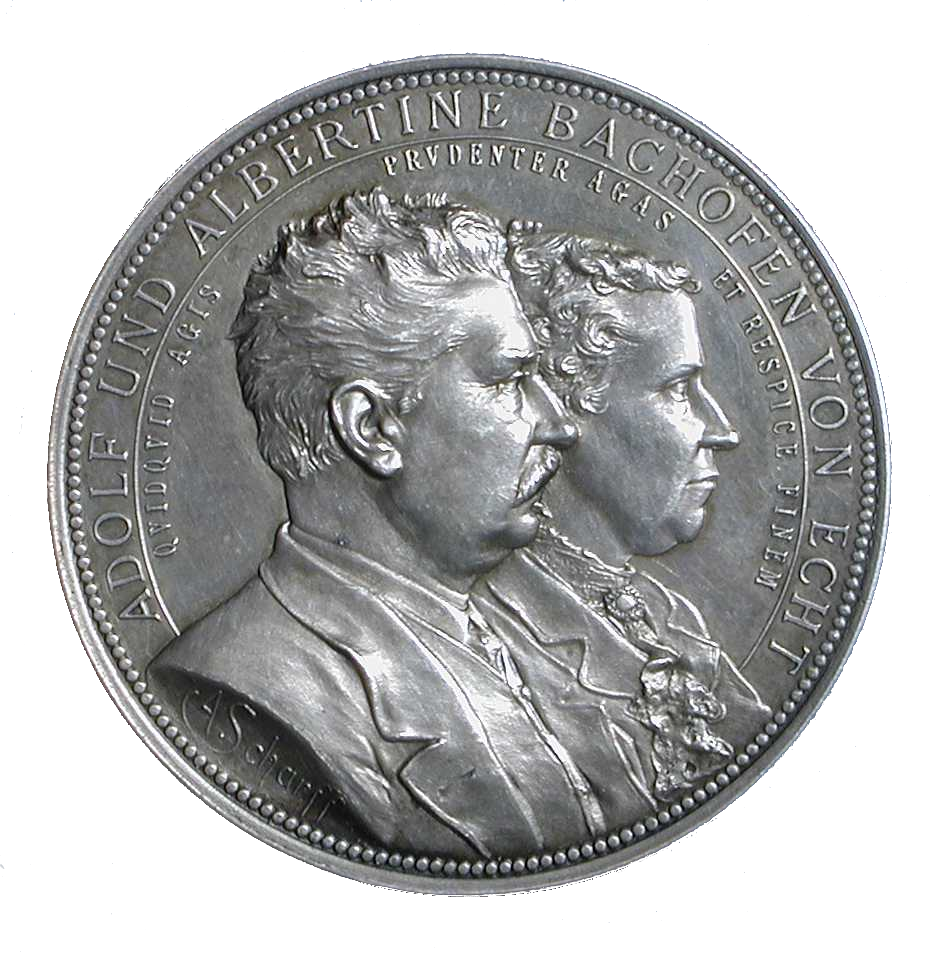
Karl Adolf Bachofen z Echtu s manželkou Albertinou, 1884

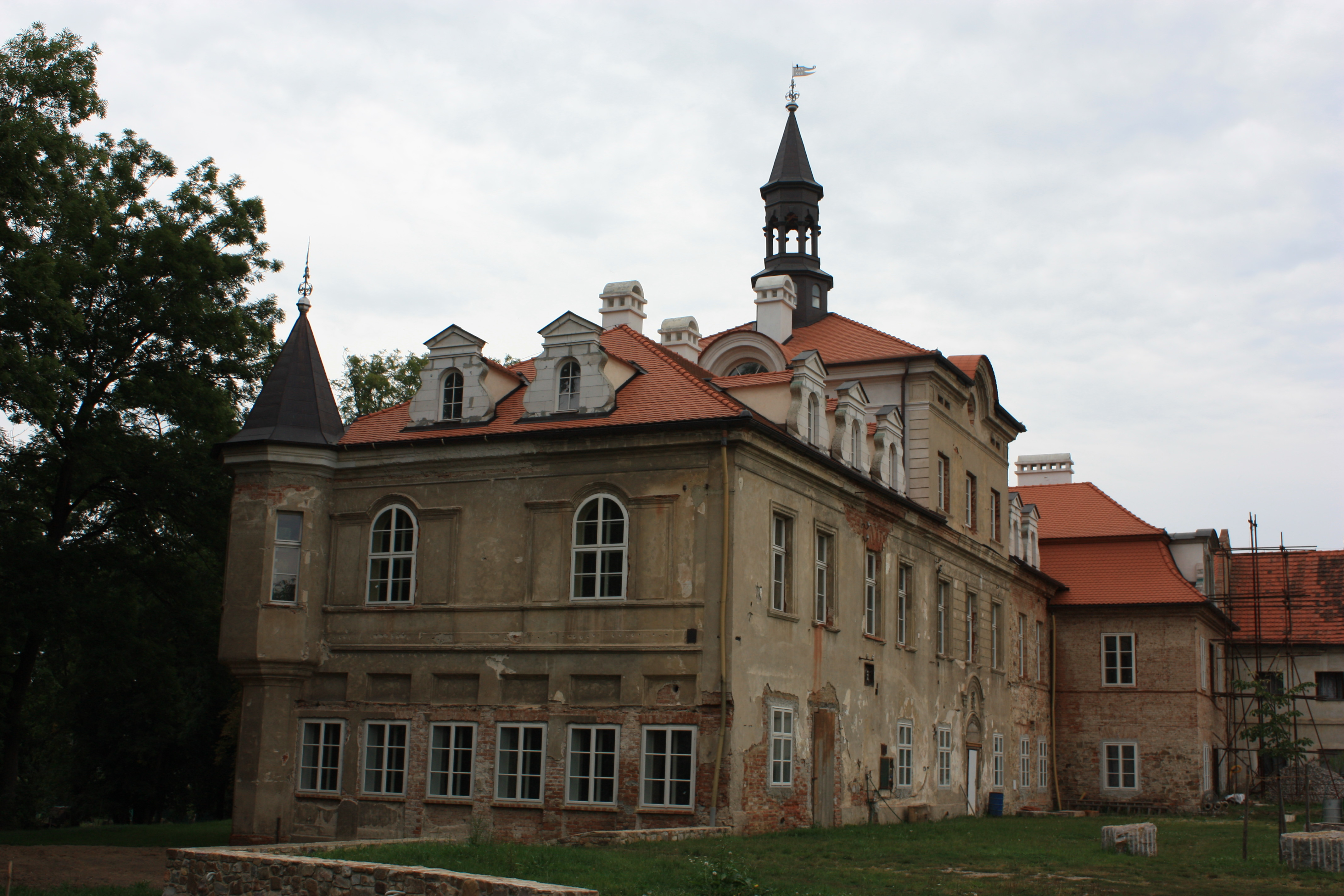
Zámek Svinaře

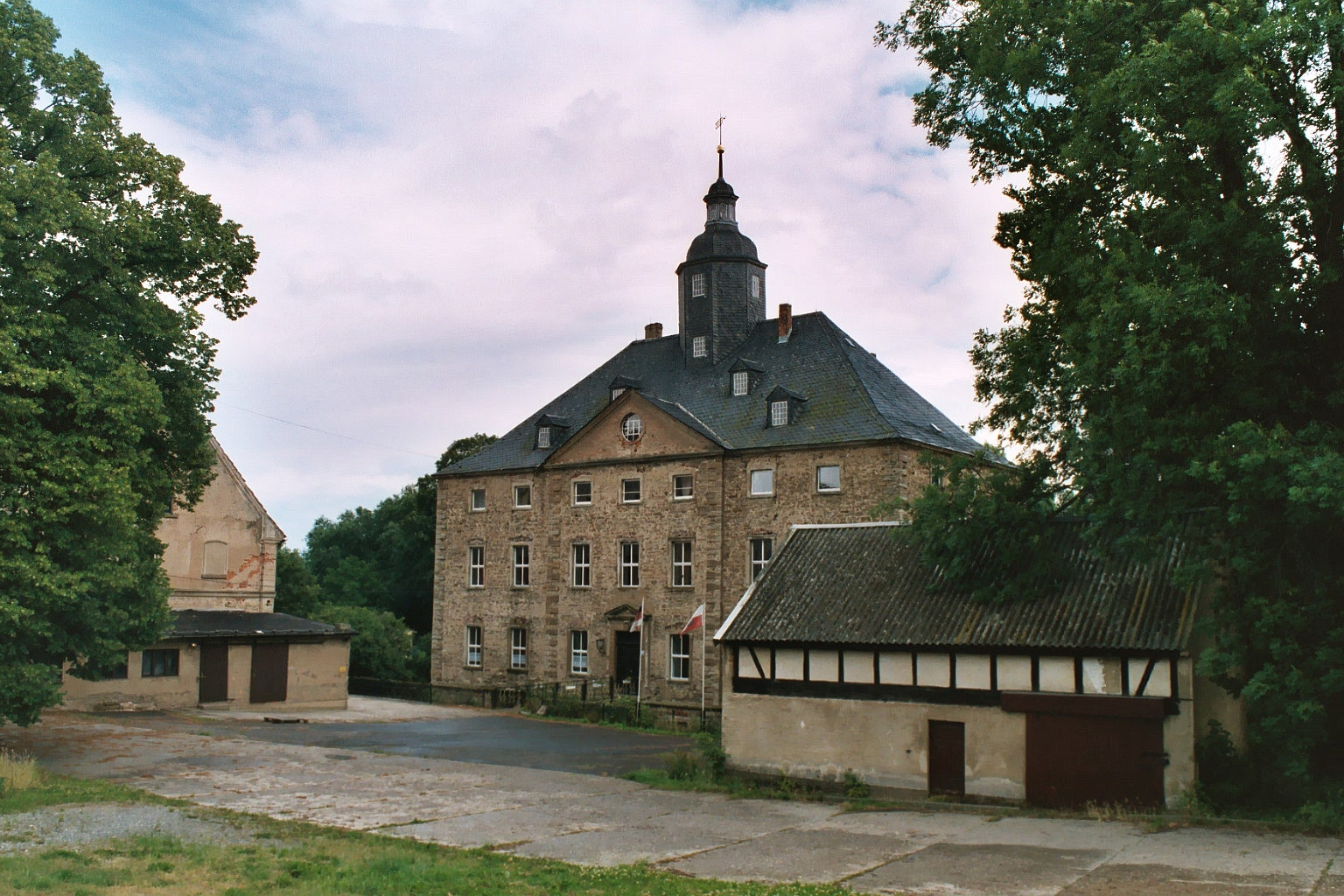
Durynské sídlo Bachofenů - zámek Dobitschen

- Klemens Bachofen z Echtu (1819 Oelse–1886), přicestoval do Čech roku 1840, byl poslancem rakouské říšské rady a podnikatelem v cukrovarnictví. S manželkou Malvínou, rozenou Richterovou, vyženil Richterův cukrovar na Zbraslavi a druhý cukrovar vlastnil  v Líbeznicích. Roku 1863 koupil na Berounsku velkostatek Svinaře se zámkem, hospodářskými dvory Lhotka a Halouny.[11] Zámek dal stavebně upravit a spolu s bratrem Karlem Adolfem, který byl profesí chemik, podnikali v cukrovarnictví, vlastnili několik cukrovarů.[12] Po Klementově smrti zdědila panství vdova Malvína Bachofenová († 1893) a jejich svobodný syn, JUDr. Karel Bachofen (1854–1909)[13] zámek ve Svinařích prodal asi v roce 1900.

- Karl Adolf Bachofen z Echtu (1830 Oelse-1922 Vídeň) přišel z Vestfálska do Prahy, kde v letech 1848-1853 vystudoval chemii na Karlově univerzitě. Po praxi v cukrovaru svého bratra v Líbeznicích přesídlil do Vídně, kde založil rakouskou rodovou větev. Byl dvorním radou a císař František Josef I. jej povýšil do stavu svobodných pánů. Založil pivovar v Nussdorfu u Vídně,

- Adolf Bachofen (1864–1947), syn Karla Adolfa, byl ředitelem pivovaru ve Vratislavicích nad Nisou.

## Současnost
Rakouská rodová větev pokračuje do současnosti, baronka Marie Helene Bachofenová von Echt, rozená ze Skene, zdědila roku 1973 zámek Murstätten v Lebringu ve Štýrsku a vlastní ho dosud.

## Erb
Bachofenové užívají v erbu ovci, kráčející heraldicky doprava, buď bílou na zeleném trávníku nebo černou na stříbrném štítu, shodná ovce je rovněž v klenotu. Barvy se mění podle rodových větví.